# 19453 Murdochorne
19453 Murdochorne è un asteroide della fascia principale. Scoperto nel 1998, presenta un'orbita caratterizzata da un semiasse maggiore pari a 2,2333217 UA e da un'eccentricità di 0,1571993, inclinata di 4,38414° rispetto all'eclittica.